# Spudaea serpylli
Spudaea serpylli là một loài bướm đêm trong họ Noctuidae.